# Carlos Seco Serrano
Carlos Seco Serrano (Toledo, 14 de novembre de 1923-Madrid, 12 d'abril de 2020) fou un historiador espanyol, especialitzat en història contemporània i acadèmic de la Reial Acadèmia de la Història.

## Biografia
Nascut el 1923 a Toledo, el seu pare, Edmundo Seco Sánchez, era un militar que, en esclatar la Guerra Civil es trobava destinat al Marroc i en mantenir-se fidel a la República fou executat per les tropes franquistes.
Cursà la carrera de Filosofia i Lletres en la Universitat Central al mateix temps que treballava i el 1950 s'hi va doctorar amb la tesi "El marqués de Bedmar y la política de España en Italia", sobre les relacions diplomàtiques entre Espanya i Venècia en l'època de Fekip III. Fou catedràtic d'Història General d'Espanya i d'Història Contemporània d'Espanya a la Facultat de Filosofia i Lletres de la Universitat de Barcelona entre 1957 i 1975 i catedràtic d'Història Contemporània d'Espanya a la Facultat de Ciències de la Informació de la Universitat Complutense de Madrid entre 1975 i 1989. Després de la seva jubilació, se'l nomenà professor emèrit a la mateixa universitat.
Després de la mort de Jaume Vicens i Vives el 1960, el succeí en la direcció de la revista Índice Histórico Español, càrrec que ocupà fins a 1971. Investigà temes d'història d'Espanya del segle xvii i segle xix. El 1969 fou elegit membre de l'Acadèmia de Bones Lletres de Barcelona i el 6 de juny de 1971 en llegí el discurs d'ingrés: "Barcelona en 1840: los sucesos de julio (aportaciones documentales para su estudio)". El 1977 va ser elegit membre de la Reial Acadèmia de la Història d'Espanya i el 5 de febrer de 1978 en va llegir el discurs d'ingrés, "Perfil político y humano de un estadista de la restauración: Eduardo Dato a través de su archivo"; hi exercí de degà i en va dirigir el butlletí. Fou també acadèmic de mèrit de l'Acadèmia Portuguesa da Història. També va ser col·laborador de l'Institut "Gonzalo Fernández de Oviedo", del Consell Superior d'Investigacions Científiques.
Carlos Seco Serrano morí el 12 d'abril de 2020 a Madrid, als noranta-sis anys, a causa de la COVID-19.

## Obres
- Carlos Seco Serrano. Alfonso XII.  Editorial Ariel, 2007. ISBN 978-84-344-5210-7.
- —. De los tiempos de Cánovas.  Real Academia de la Historia, 2004. ISBN 978-84-95983-42-8.
- —. La España de Alfonso XIII.  Espasa-Calpe, 2002. ISBN 978-84-670-0052-8.
- —. Alfonxo XIII en el centenario de su reinado.  Real Academia de la Historia, 2002. ISBN 9788495983121.
- —. Alfonso XIII.  Arlanza Ediciones, 2001. ISBN 978-84-95503-32-9.
- —. Historia del conservadurismo español.  Ediciones Temas de Hoy, 2000. ISBN 978-84-8460-020-6.
- —. Estudios sobre el reinado de Alfonso XIII.  Real Academia de la Historia, 1998. ISBN 9788489512139.
- —. María Cristina de Habsburgo y la regencia (1885-1902).  Estudios Superiores de El Escorial, 1994. ISBN 978-84-604-9529-1.
- —. Al correr de los días: crónicas de la transición.  Editorial Complutense, 1994. ISBN 9788474914979.
- —. Alfonso XIII y la crisis de la restauración.  Ediciones Rialp, 1992. ISBN 9788432119873.[Enllaç no actiu]
- Teresa Martínez de Sas. Profesor Carlos Seco Serrano: haciendo historia.  Edicions Universitat Barcelona, 1989. ISBN 9788475288819.
- —. Militarismo y civilismo en la España contemporánea.  Instituto de Estudios Económicos, 1984. ISBN 978-84-85719-45-7.
- —. Joaquín Costa; crisis de la Restauración y populismo (1875-1911).  Siglo XXI de España Editores, 1977. ISBN 978-84-323-0258-9.

## Premis
- Premio Nacional de Historia de España, 1986, per Militarismo y civilismo en la España contemporánea.[8]
- Oficial de l'Orde de les Palmes Acadèmiques
- Gran Creu del Mèrit Militar, 1996.[9]
- Gran Creu de l'Orde d'Alfons X el Savi, 2002.[10]
- Premi Villa de Madrid: José Ortega y Gasset d'Assaig i Humanitats (Ajuntament de Madrid) en 2003 per La España de Alfonso XIII. El Estado, la política, los movimientos sociales.